# Георгі Йорданов
Георгі Йорданов (болг. Георги Йорданов, нар. 21 липня 1963, Пловдив) — болгарський футболіст, що грав на позиції півзахисника.
Виступав, зокрема, за клуб «Левські», а також національну збірну Болгарії, у складі якої був учасником чемпіонату світу 1986 року.

## Клубна кар'єра
У дорослому футболі дебютував 1980 року виступами за команду клубу «Локомотив» (Пловдив), в якій провів один сезон, взявши участь у 30 матчах чемпіонату.
Протягом 1981—1985 років захищав кольори команди клубу «Сливен».
Своєю грою за останню команду привернув увагу представників тренерського штабу клубу «Левскі», до складу якого приєднався 1985 року. Відіграв за команду з Софії наступні п'ять сезонів своєї ігрової кар'єри. Більшість часу, проведеного у складі «Левскі», був основним гравцем команди.
Згодом з 1990 по 1994 рік грав в Іспанії, спочатку за «Спортінг» (Хіхон), а згодом за «Марбелью». Повернувшись 1994 року на батьківщину провів три сезони у ЦСКА (Софія), після чого сезон відіграв за «Спартак» (Плевен).
Завершив професійну ігрову кар'єру у клубі «Чорноморець» (Бургас), за команду якого виступав протягом 2000—2001 років.

## Виступи за збірну
1983 року дебютував в офіційних матчах у складі національної збірної Болгарії.
У складі збірної був учасником чемпіонату світу 1986 року у Мексиці, де взяв участь в одній грі групового етапу, а також у програному з рахунком 0:2 матчі 1/8 фіналу проти господарів фінального турніру.
Загалом протягом кар'єри у національній команді, яка тривала 10 років, провів у формі головної команди країни 40 матчів, забивши 3 голи.

## Титули і досягнення
- Чемпіон Болгарії (2):

«Левські»: 1988
ЦСКА: 1997
- Володар Кубка Болгарії (3):

«Левські»: 1986
ЦСКА: 1997, 1999